# Badia de Blanes
La Badia de Blanes és una badia de la mar Mediterrània situada a la costa del municipi de Blanes (la Selva), limitada per l'illot sa Palomera i la punta de Santa Anna. És l'extrem meridional de la Costa Brava. La costa està ocupada per la platja de la Badia de Blanes, de 658 m de longitud, que és la platja urbana principal, i el port de Blanes.
La badia ha estat utilitzada des dels romans com a port natural. Les barques dels pescadors descansaven a la sorra de la platja, mentre que els vaixells més grans quedaven varats a uns metres de la costa, fins que es construí el port a mitjans del segle xx.
L'Observatori Microbià de la Badia de Blanes (BBMO) es va crear el 2001 a iniciativa d’un grup de científics de l’Institut de Ciències del Mar (ICM-CSIC) per a recollir mostres de microorganismes marins dins de la badia. La seva col·lecció de mostres i dades és una de les més importants del món.